# Вера (департамент)
Вижте пояснителната страница за други значения на Вера.
Вера е департамент в Аржентина, разположен в провинция Санта Фе, Аржентина с обща площ 21 096 км2 и население 51 303 души (2001). Главен град е Вера.

## Административно деление
Департаментът е съставен от 12 общини.